# La Geria
La Geria es una zona de la isla de Lanzarote (Canarias, España), conocida por la singularidad de su paisaje volcánico. Fue aprovechada para la plantación de vides para la producción de vino, siendo abundante la variedad Malvasía. 
Las vides se plantan en conos formados en el lapilli, llamado localmente rofe, y protegidas adicionalmente por pequeños muros de piedra seca y hoyos cónicos conocidos como gerias. También se plantan frutales, como higueras, de la misma forma. Este tipo de plantación permite que las plantas enraícen más fácilmente en el suelo fértil, mientras que la capa superior de lapilli reduce la evapotranspiración. Además, la forma de los hoyos y la pared adicional protegen a los cultivos del viento.

## Espacio natural protegido

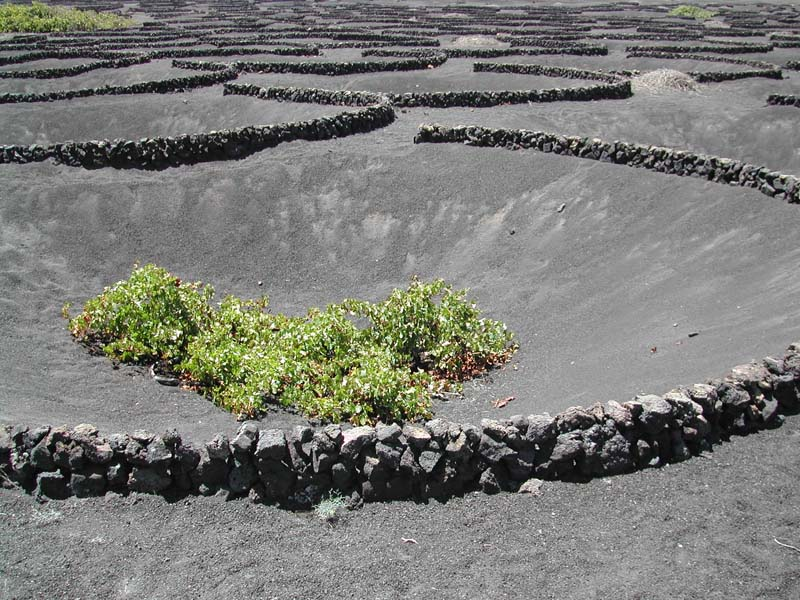
Cultivo de vides en La Geria

La zona fue protegida por la Ley 12/1987, de 19 de junio, de Declaración de Espacios Naturales de Canarias como parque natural de La Geria y reclasificado por la Ley 12/1994, de 19 de diciembre, de Espacios Naturales de Canarias. Además, ha sido declarada como zona de especial protección para las aves (ZEPA). Incluye también el monumento natural de la Cueva de los Naturalistas, un tubo volcánico natural de grandes dimensiones. 
El parque natural de La Geria comprende terrenos en los municipios de Yaiza, Tías, Tinajo, San Bartolomé y Teguise, con una superficie de 5255 hectáreas. Incluye varias pequeñas poblaciones: Masdache, Vega de Tegoyo, La Asomada, Conil, Mozaga, La Geria y El Islote-Casa de la Florida.
Linda al oeste con el parque natural de Los Volcanes, que rodea el parque nacional de Timanfaya.